# Chondrosum karwinskyi
Chondrosum karwinskyi là một loài thực vật có hoa trong họ Hòa thảo. Loài này được E.Fourn. ex Hemsl. mô tả khoa học đầu tiên năm 1885.